# Hrádek nad Nisou
Hrádek nad Nisou es una localidad del distrito de Liberec en la región de Liberec, República Checa, con una población estimada a principio del año 2018 de 7656 habitantes. 
Se encuentra ubicada al norte de la región, en la zona de los montes Jizera (Sudetes occidentales) y el río Jizera —un afluente derecho del río Elba—, y cerca de la frontera con Polonia y Alemania.

## Galería

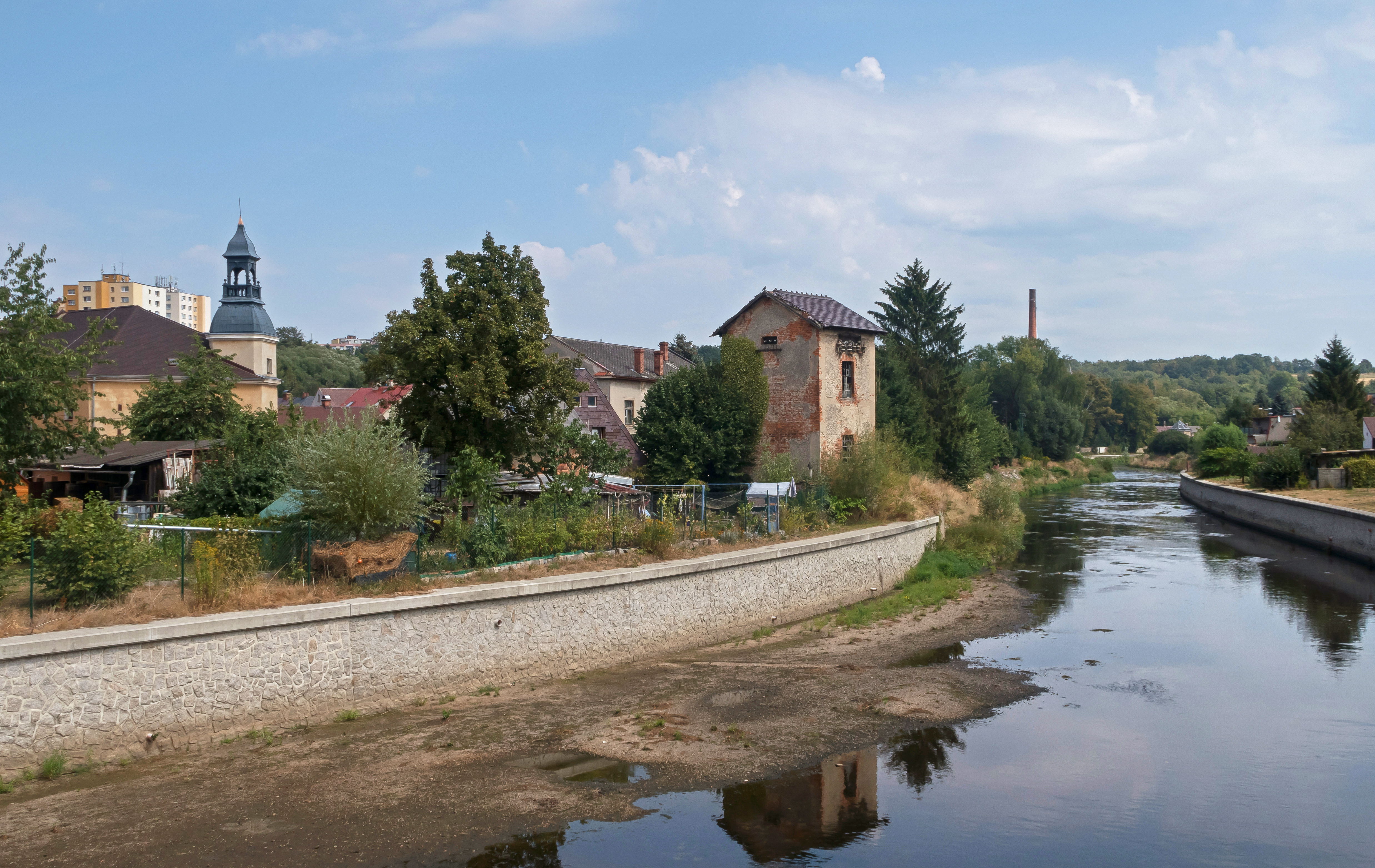
Hrádek nad Nisou, vista de la ciudad desde el puente sobre el Neisse
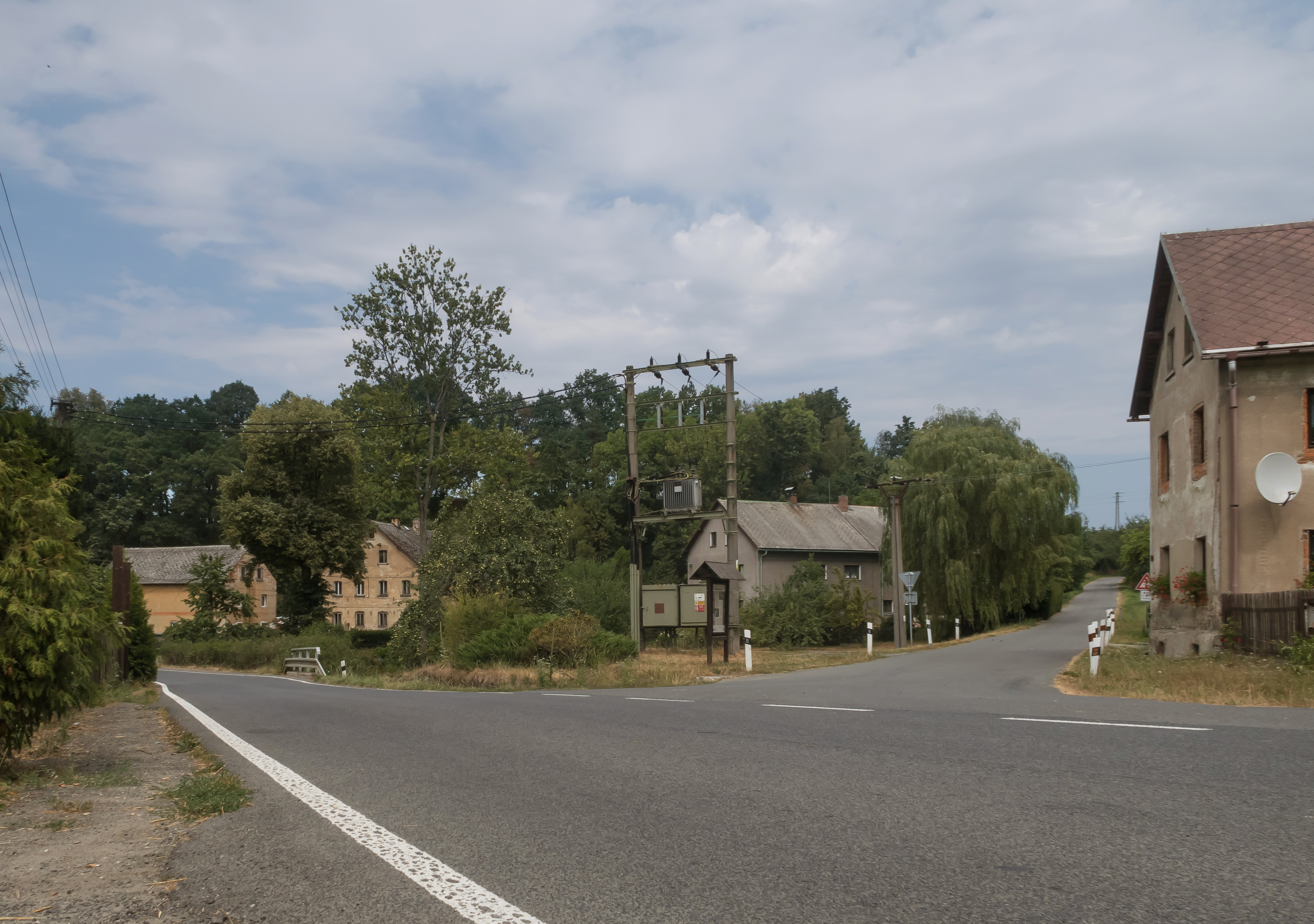
Václavice (Hrádek nad Nisou), vista en la calle
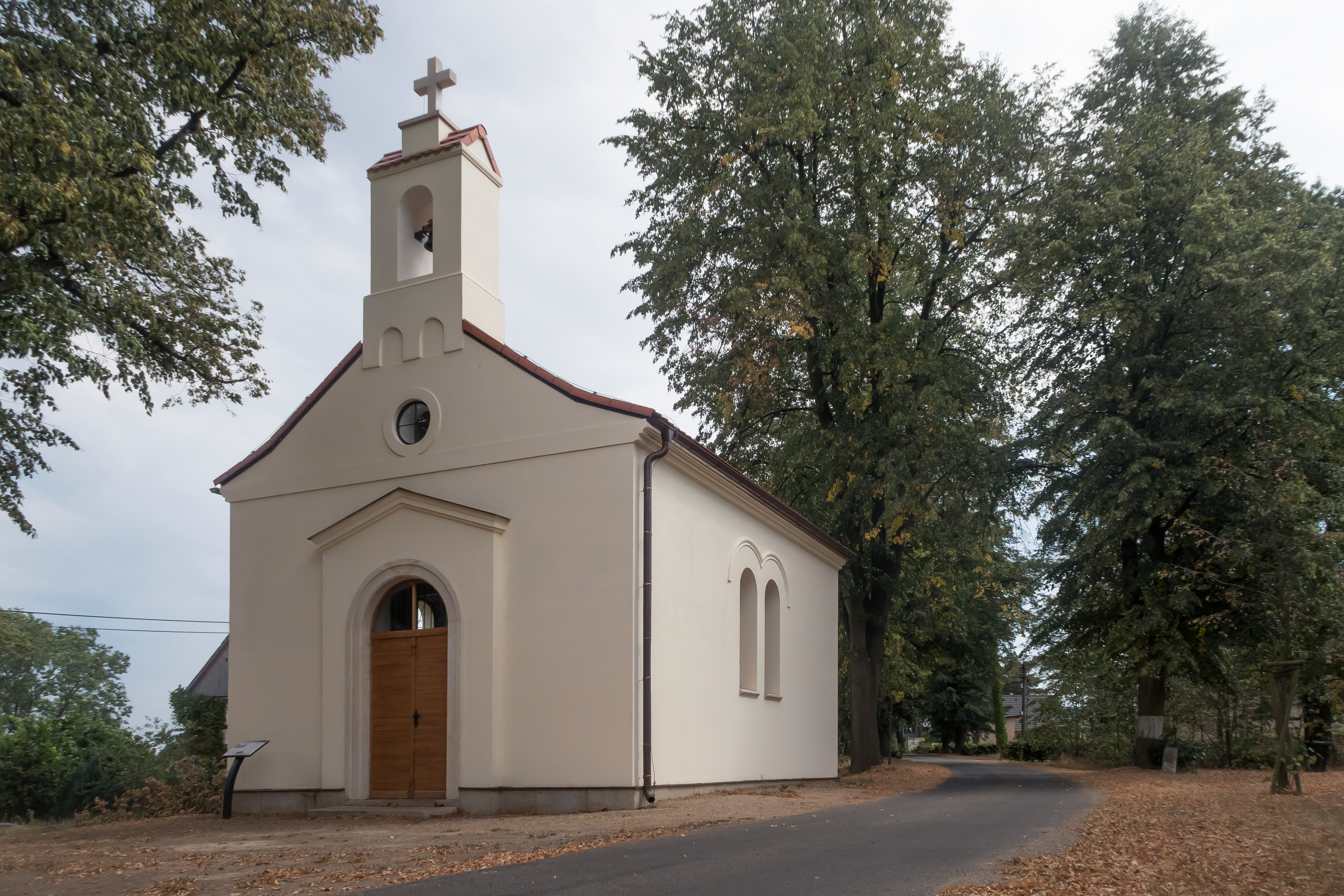
Uhelná (Hrádek nad Nisou), la capilla Panny Marie Pomocné